# Finder TRIP
『Finder TRIP』（ファインダートリップ）は、2021年4月9日から東海テレビで放送されている名鉄グループ一社提供のミニ番組である。

## 概要
- 毎月（月4回）東海地方の1エリアを訪れ、その街であまり知られていないスポットを写真を撮りながら紹介していくミニ番組。
- 同局で2014年4月より7年間放送されてきた「祭人魂」に変わる名鉄グループの一社提供番組である。
- 過去の放送回は放送翌日より名古屋の民放4局による動画・情報配信サービス「Locipo」で見逃し配信を行っているほか、東海テレビのYouTube公式チャンネルでも視聴可能。

## 出演者
- 岡田結実

## 放送時間
いずれもJST。
- 金曜 22:52 - 22:57

## 放送リスト

### スピンオフ　＃ふたりで秋の飛騨高山めぐり
| 回  | 放送日         | 訪問場所 | 旅先市町村   | 備考      |
| --- | -------------- | --- | ------------ | --------- |
| 0-1 | 2021年 10月2日 | お食事処 坂口屋 おみやげ処 三川屋 喫茶去 かつて 東山遊歩道 高山善光寺 カフェ植村 高山濃飛バスセンター 普門山善久寺 平湯大滝 ホテル穂高 北アルプス大橋 新穂高ロープウェイ | 岐阜県高山市 | [ 注 17 ] |

### スピンオフ　＃恵那_馬籠で女子旅
| 回  | 放送日         | 訪問場所                                                                                  | 旅先市町村     | 備考      |
| --- | -------------- | ----------------------------------------------------------------------------------------- | -------------- | --------- |
| 0-2 | 2024年 2月18日 | 恵那峡遊覧船 (@enakyocruise) - Instagram cafeRob 恵那店 (@caferob.ena) - Instagram        | 岐阜県恵那市   | [ 注 18 ] |
| 0-2 | 2024年 2月18日 | 北恵那交通 新清水屋 道中おやき本舗 下扇屋 四方木屋（よもぎや） (@orizomewasi) - Instagram | 岐阜県中津川市 | [ 注 18 ] |

### スピンオフ　＃中央アルプス_駒ヶ根で女子旅
| 回  | 放送日         | 訪問場所 | 旅先市町村     | 備考      |
| --- | -------------- | --- | -------------- | --------- |
| 0-3 | 2024年 2月25日 | いな垣 駒ヶ根シルクミュージアム CampStrawberry 駒ヶ岳ロープウェイ 中央アルプスホテル千畳敷 2612 Café & Restaurant | 長野県駒ヶ根市 | [ 注 19 ] |

### 放送休止
- 2021年  - 7月23日、12月31日
- 2022年  - 3月18日、3月25日、4月29日、7月8日[注 7]、9月30日。12月30日
- 2023年  - 1月6日、3月24日、3月31日、6月30日、9月29日、12月29日
- 2024年  - 1月5日、2月22日、3月29日、5月31日、8月30日、12月27日
- 2025年  - 1月3日、3月28日、

## スタッフ
- 主題歌：緑黄色社会『安心してね』（Epic Records Japan）
  - 2022年3月までの主題歌は緑黄色社会『Copy』（Epic Records Japan）[1]
- 制作協力：東海テレビプロダクション
- 制作・著作：東海テレビ